# Istituto Nazionale di Statistica

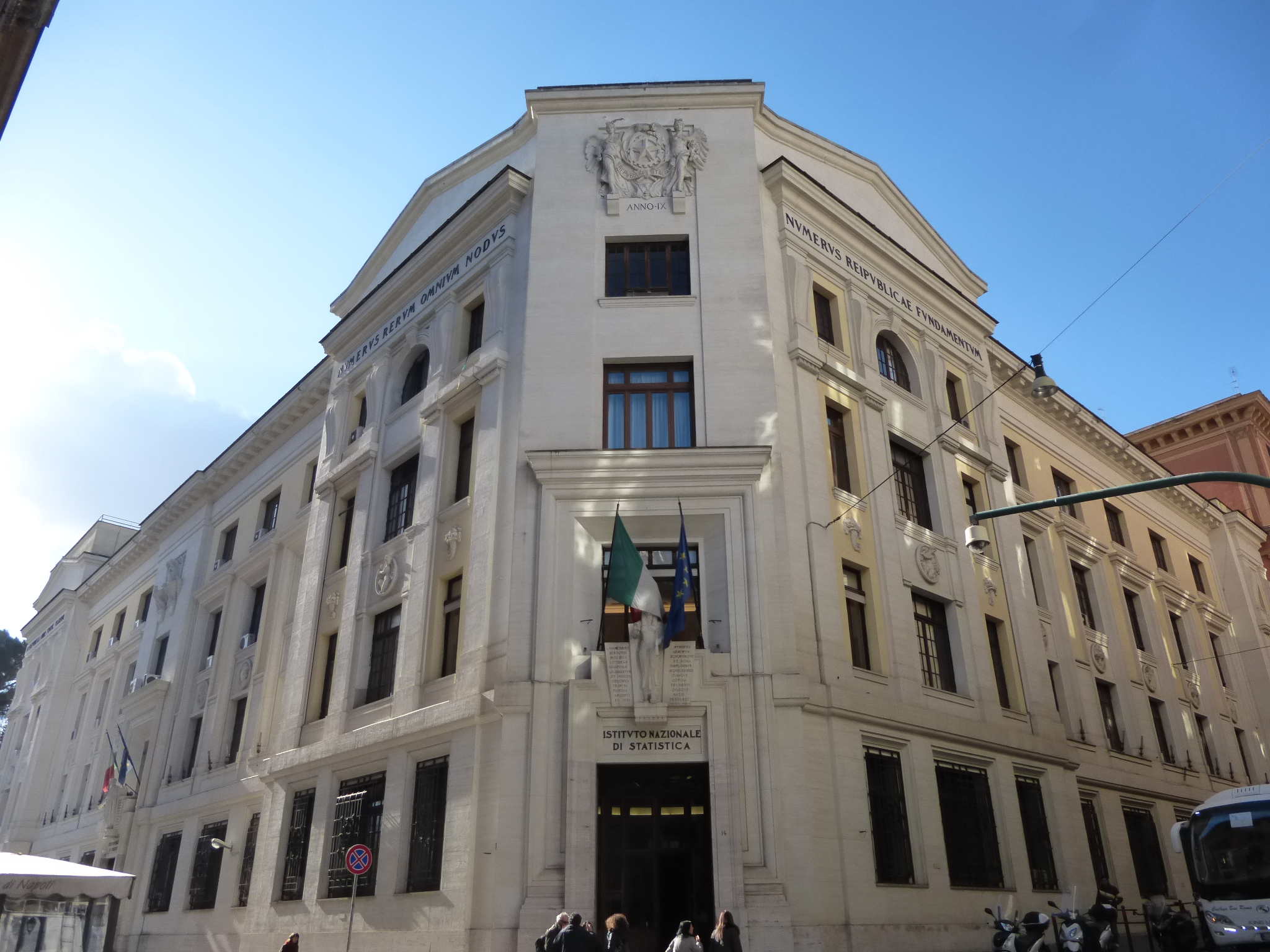
Sediul Istituto nazionale di statistica, Roma

Istituto Nazionale di Statistica (ISTAT) este Institutul Național de Statistică al Italiei. 
Activitatea sa constă din a face recensământul populației, recensământul economic și alte sondaje și analize sociale, economice și de mediu. 
Istat este cel mai mare producător de informații statistice din Italia, și este membru activ al "European Statistical System", coordonat de Eurostat.
Publicațiile sale sunt lansate sub licența creative commons "Attribution" (CC BY).

## Președinți
Istituto Centrale di Statistica:
- Alberto Canaletti Gaudenti (1945 - 1949)
- Lanfranco Maroi (1949 - 1961)
- Giuseppe De Meo (1961 - 1980)
- Guido Maria Rey (1980 - 1989)

Istituto Nazionale di Statistica:
- Guido Maria Rey (1989 - 1993)
- Alberto Zuliani (1993 - 2001)
- Luigi Biggeri (2001 - 2009)
- Enrico Giovannini (2009 - )[2]